# Porcelana de Imari

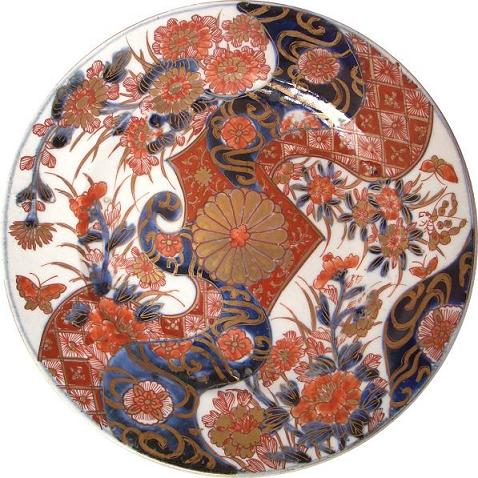
Porcelana de Imari hecha en el.

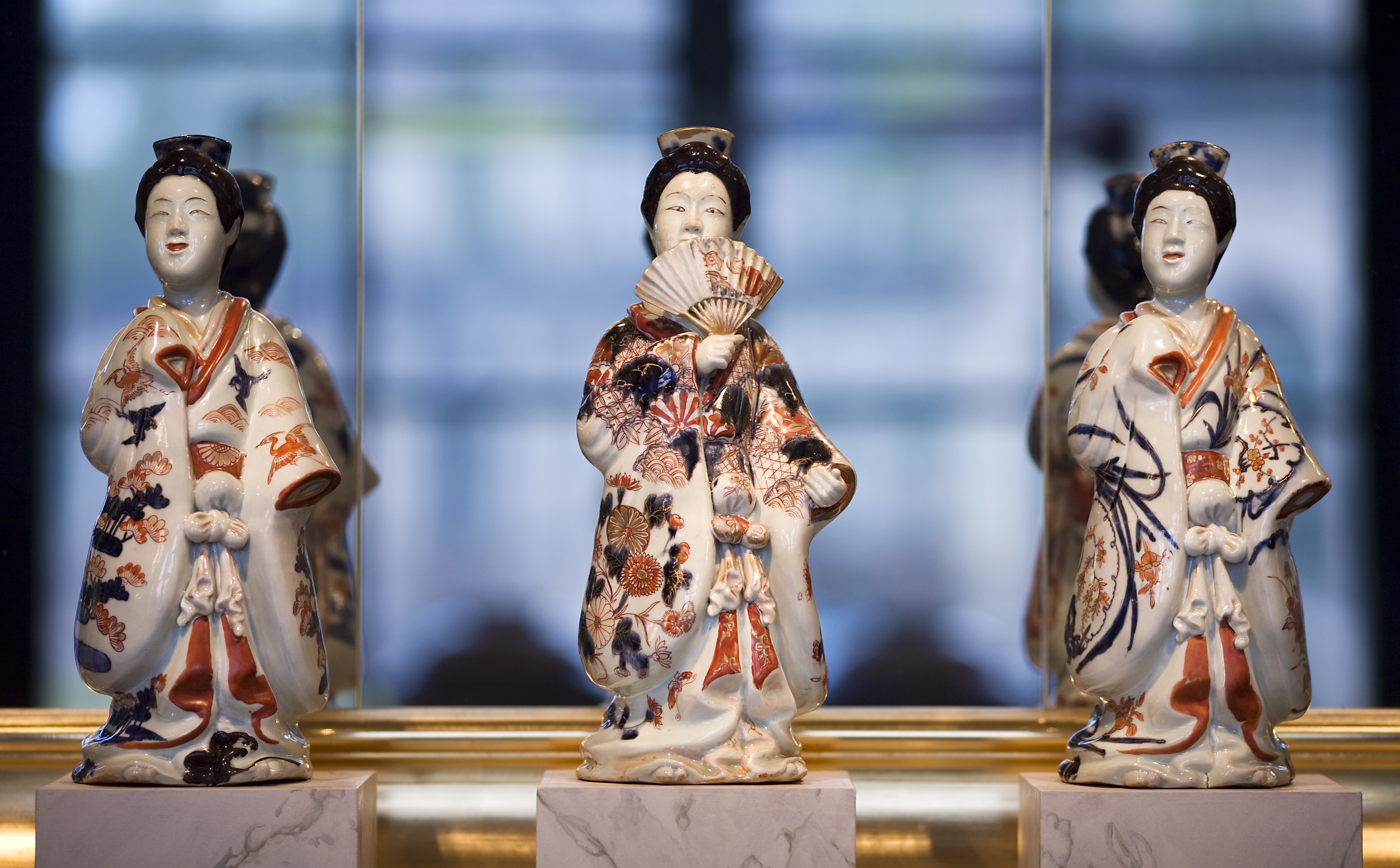
Figuras de porcelana de Imari expuestas en el museo de porcelana de Dresde.

La porcelana de Imari es el nombre occidental que se le ha dado a los productos de porcelana hechos en el pueblo de Arita, prefectura de Saga, Japón. El nombre «Imari» se refiere a la ciudad vecina de Imari, en donde se exportan dichos productos al extranjero por su puerto. El nombre oficial en japonés es Arita-yaki (有田焼?).
Tiene sus orígenes en el siglo XVII cuando un artesano coreano llamado Yi Sam-pyeong, que fue secuestrado durante la invasión japonesa de Corea en 1598, descubrió un depósito de caolín en la región de Arita en 1616. Yi logró usar la técnicas coreanas de cocimiento y produjo un material de porcelana con una fuerte influencia china en sus diseños, usando el azul y el blanco. Cabe destacar que antes del descubrimiento de Yi, toda la cerámica que existía en Japón era importada de China y Corea. Posteriormente la cerámica de Imari evolucionó un diseño propio llamado kakiemon, desarrollado por Sakaida Kakiemon, que consistía en diseños florales usando el color rojo, azul, verde, amarillo y dorado como predominantes. 
Esta porcelana fue muy popular en Europa desde 1650 cuando la Compañía Holandesa de las Indias Orientales la importó desde Arita. Su popularidad se acrecentó durante un siglo, aprovechando que la producción de porcelana china estuvo paralizado por la guerra civil, hasta que ésta reemplazó a la cerámica de Arita a mediados del siglo XVIII.
Los diseños de la porcelana de Imari fueron decisivos en el proceso de orientalización de la cerámica europea, en los centros de producción de porcelana de Meissen y Vincennes. También el estilo de producción de la porcelana de Imari fue imitado en Europa, a través de la fayenza producida en Delft, Países Bajos y en la fábrica de Robert Chamberlain en Worcester, Inglaterra en el siglo XIX.
Tras la era Meiji la porcelana de Imari sufrió un proceso de industrialización y se mantiene su producción en la actualidad.

## Análisis del plato delas tres garzas

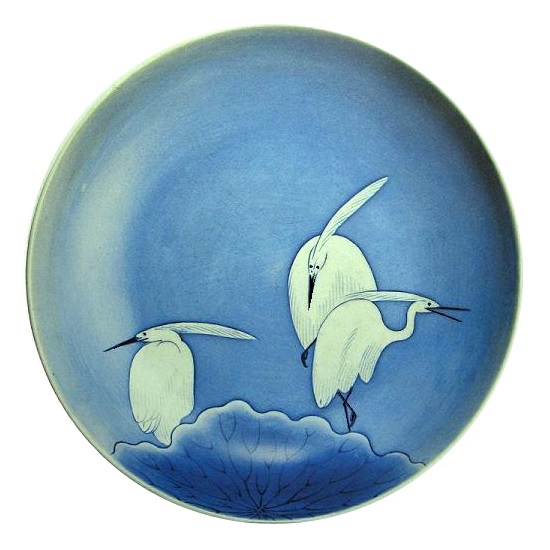
Plato "de las Tres Garzas", de finales del. Museo Prefectural de Saga de Arte Cerámica de Kyushu, en Arita.

En la parte inferior del plato, como sobre una nube, tres garzas observan su entorno. La mirada es atraída por el "vacío" de la parte superior, siguiendo la perspectiva zen del "Lleno del Vacío...", como en el título de una obra musical de Xu Yi, he aquí lo que nos es orquestado sobre este plato, por el talento de un pintor de Okawachi. La oposición entre estos dos espacios, crea la distancia necesaria (el "mâ"), para hacer emerger el sentido de esta composición, y estos dos espacios que parecen oponerse, se vuelven entonces forzosamente complementarios, como el "yin" y "yang". La mirada enigmática de estos pájaros-personajes que parecen ser uno sólo, se potencia en el "vacío" dejado por el artista. Las diferentes posturas desvían provisionalmente al espectador hacia el vacío etéreo, lleno de dignidad y de majestad, dándole toda su potencia simbólica. La porcelana de Nabeshima le interroga. Está a la vez fuera del tiempo y en el tiempo, de ahí la presencia casi viva de su representación. En su aislamiento, esta garza domina un espacio sin límite; se vuelve entonces símbolo de longevidad, de eternidad a semejanza del Fuji Yama, y su grito se emparenta con un verdadero llamamiento.